# Aleksej Sokolski

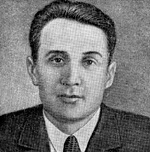
Aleksej Sokolski

Aleksej Pavlovitsj Sokolski (Russisch: Алексей Павлович Сокольский) (Kangoesj (Gouvernement Penza), 5 november 1908 – Minsk, 27 december 1969) was een Oekraïens-Wit-Russisch schaakspeler (IM). Hij speelde ook correspondentieschaak en was een schaakopeningtheoreticus.
Sokolski was tweemaal schaakkampioen van Oekraïne (in 1947 en 1948) en vicekampioen van Wit-Rusland in 1958. Hij nam driemaal deel aan de Sovjet-Russische schaakkampioenschappen:
- 1944 - 13de kampioenschap: 8ste -10de plaats (7,5/16 punten)
- 1949 - 17de kampioenschap: 12de plaats (8,5/19 punten)
- 1954 - 21ste kampioenschap: laatste plaats (5/19 punten)

Hij was de eerste Sovjetkampioen correspondentieschaak (1948-1951)
Sokolski is voornamelijk bekend door zijn onderzoek naar de openingstheorie en de ontwikkeling van de schaakopening 1.b4, gekend als de Sokolski-opening.
Hij schreef een tiental schaakboeken, waarvan de bekendste The Modern Openings in Theory and Practice (1962) en Debyut 1b2-b4 (1963) over de Sokolski-opening.